# Fresneda de Altarejos
Fresneda de Altarejos è un comune spagnolo di 82 abitanti situato nella comunità autonoma di Castiglia-La Mancia.